# WSJT
WSJT és un programa d'ordinador utilitzat per a febles senyals de radiocomunicació entre operadors radioaficionats. El programa va ser escrit inicialment per Joe Taylor, K1JT, però va passar a ser de codi obert i està desenvolupat per un petit equip. Les tècniques de processament de senyal digital del WSJT-X faciliten substancialment als operadors de ràdio aficionats l'ús de modes de propagació diferents als habituals, com ara la dispersió de meteors d'alta velocitat i el rebot de la lluna. A més, WSJT és capaç d'enviar informes de senyal a xarxes d'observació com PSK Reporter.

## Història
WSJT, el predecessor de WSJT-X, es va publicar originalment el 2001 i ha sofert diverses revisions importants. Els modes de comunicació s'han afegit i eliminat del programari al llarg del seu desenvolupament. Des del 2005, el programari s'ha llançat com a programari de codi obert sota la Llicència Pública General de GNU. Aquest canvi de llicència va requerir reescriptures substancials i va trigar diversos mesos a completar-se. Tot i que Joe Taylor va ser el desenvolupador original (i encara actua com a responsable), actualment diversos programadors estan involucrats en l'escriptura del programari. La darrera versió de WSJT (que no s'ha de confondre amb WSJT-X) està escrita en Python i C, amb diverses utilitats escrites en Fortran.
Les versions de WSJT fins a 7.06 r1933 (anomenades col·loquialment WSJT7) i anteriors eren agregacions de versions anteriors, i com a tal WSJT7 contenia 16 modes diferents (FSK441, JT6M, variants JT65 A - C, JT2, JT4, variants WSPR A - G, i una vista prèvia de JT64A). A partir de la versió 8.0 (anomenada col·loquialment WSJT8), els modes disponibles van canviar completament, de manera que WSJT8 ara ofereix 5 modes diferents (JTMS, ISCAT, JT64A, JT8 i Echo), cap dels quals no és compatible amb WSJT7 o anteriors llançaments. Aquesta incompatibilitat cap enrere inclou JT64A, de manera que la versió prèvia de JT64A a WSJT7 no es pot comunicar amb la versió estable de JT64A a WSJT8. A Maig 2018, l'última versió de WSJT és WSJT10.
A l'any 2020, es fa una proposta al autor de fer la traducció al català del programa WSJT-X per part de Xavi Canyadell, EA3W i surt una versió beta nova on el idioma del programa canvia automàticament en funció del idioma del sistema operatiu, sent el català el primer idioma a part del original, el anglès disponible. Vist l'èxit de la prova s'afegeixen altres llengües al programa.

Referències
1. 1 2  Joe Taylor, K1JT. «WSJT-X 2.6.1 User Guide», 10-01-2023.
2. ↑  Joe Taylor, K1JT (August 25–27, 2006). "Open Source WSJT: Status, Capabilities, and Future Evolution" a 12th International EME Conference.
3. ↑  «WSJT Overview». Arxivat de l'original el 2022-12-08. [Consulta: 19 novembre 2023].